# Василенко Олена Михайлівна
Олена Михайлівна Василе́нко (18 травня 1930, Максимково — 1 жовтня 2021) — українська майстриня художньої вишивки; член Спілки художників України з 1971 року. Заслужений майстер народної творчості УРСР з 1976 року.

## Біографія
Народилася 18 травня 1930 року в селі Максимковому (тепер Вяземський район, Смоленська область, Росія). 1948 року закінчила Решетилівське професійно-технічне училище (викладач М. М. Гребенюк).
Після здобуття професійної освіти працювала на Решетилівській фабриціці художніх виробів імені Клари Цеткін вишивальницею, бригадиром, начальником цеху, протягом 1967–1985 років — провідним творчим майстром ручної вишивки та головним художником. Член КПРС з 1955 року.
Проживає в Решетилівці, в будинку на вулиці Підгірній № 34.

## Творчість
Працює в техніці вишивання лиштва, напівхрестик, хрестик, зерновий вивід, вирізування. Авторка понад 400 малюнків (зразків) для виробів ручної і машинної вишивки. Серед робіт:
- жіночі блузи, чоловічі сорочки «Солов'їні вічка», «Чумачка» (1992),; «Українка» (1995);
- національні жіночі сорочки;
- рушники «Український» (1977, 1991), «Орнаментальний» (1994), «Декоративний» (2003);
- скатертини, покривала тощо.

З 1954 року брала участь в обласних, всеукраїнськиї, всесоюзних, міжнарожних мистецьких виставках.
Твори зберігаються в Національному музеї українського народного декоративного мистецтва у Києві, Полтавському краєзнавчому музеї.